# Atractides nodipalpis
Atractides nodipalpis är en kvalsterart. Atractides nodipalpis ingår i släktet Atractides och familjen Hygrobatidae.

## Underarter
Arten delas in i följande underarter:
- A. n. nodipalpis
- A. n. americanus